# Oppo Reno4 Lite
Oppo Reno4 Lite — смартфон, розроблений компанією OPPO, що входить у серію Reno і є спрощеною версією Oppo Reno4. Був представлений 28 вересня 2020 року. В Індії смартфон був представлений 2 вересня 2020 року під назвою Oppo F17 Pro. 1 жовтня 2020 року був представлений Oppo A93, що є подібною моделлю до Oppo Reno4 Lite окрім об'єму акумулятора та швидкості зарядки. 10 жовтня 2020 року Oppo A93 був представлений в Індонезії під назвою Oppo Reno4 F.
В Україні офіційно продається тільки Oppo Reno4 Lite, який був представлений 1 жовтня 2020 року разом з Oppo Reno4 Pro.

## Дизайн
Екран виконаний зі скла Corning Gorilla Glass 3. Корпус виконаний з пластику.
Знизу знаходяться роз'єм USB-C, динамік, мікрофон та 3.5 мм аудіороз'єм. Зверху розташований другий мікрофон. З лівого боку розміщені кнопки регулювання гучності та слот під 2 SIM-картки і карту пам'яті формату MicroSD до 256 ГБ. З правого боку розміщена кнопка блокування смартфону.
В Україні Oppo Reno4 Lite продавався в кольорах Чарівний синій та Матовий чорний.
Oppo F17 Pro продавався у 4 кольорах: Чарівний синій, Матовий чорний, Metallic White (білий) та Matte Gold (золотий).
Oppo Reno4 F та A93 продавався в кольорах Матовий чорний та Metallic White (білий).

## Технічні характеристики

### Платформа
Смартфони отримали процесор MediaTek Helio P95 та графічний процесор PowerVR GM9446.

### Батарея
Oppo Reno4 Lite та F17 Pro отримали батарею об'ємом 4015 мА·год та підтримку швидкої зярядки VOOC 4.0 потужністю 30 Вт.
Oppo Reno4 F та A93 отримали батарею об'ємом 4000 мА·год та підтримку швидкої зярядки потужністю 18 Вт.

### Камери
Смартфони отримали основну квадрокамеру 48 Мп, f/1.7 (ширококутний) + 8 Мп, f/2.2 (ультраширококутний) з кутом огляду 119˚ + 2 Мп, f/2.4 (макро) + 2 Мп, f/2.4 (сенсор глибини) з фазовим автофокусом та здатністю запису відео в роздільній здатності 4K@30fps. Також смартфони отримали подвійну фронтальну камеру 16 Мп, f/2.4 (ширококутний) + 2 Мп, f/2.4 (сенсор глибини) зі здатністю запису відео у роздільній здатності 1080p@30fps.

### Екран
Reno4 Lite отримав дисплей типу AMOLED, а інші моделі Super AMOLED; діагональ 6.4", роздільна здатність FullHD+ (2400 × 1080) з щільністю пікселів 409 ppi, співвідношенням сторін 20:9 та овальним вирізом під подвійну фронтальну камеру, що знаходиться зверху в лівому кутку.
Усі моделі отримали вбудований в дисплей сканер відбитків пальців.

### Пам'ять
Смартфони продавалися в комплектації 8/128 ГБ.

### Програмне забезпечення
Смартфони були випущені на ColorOS 7.2 на базі Android 10. Були оновлені до ColorOS 11 на базі Android 11

## Oppo F17 Pro Diwali Edition
Oppo F17 Pro Diwali Edition — спеціальна версія Oppo F17 Pro присвячена до індійського свята Дівалі. Особливістю цієї версії став новий колір Matte Gold, відповідні шпалери в системі, стилізований чохол в комплекті і павербанк на 10000 мА·год та з підтримкою швидкою зарядки на 18 Вт, що йде у подарунок. Попередні замовлення на Amazon.in розпочалися 19 жовтня, а продажі 23 жовтня 2020 року.